# Шайдуриха
Ша́йдуриха — село в Невьянском районе Свердловской области России. Входит в Невьянский муниципальный округ. Название село получило по расположению на речке Шайдурихе.

## Население
Долговременная динамика численности населения:
| Численность населения | Численность населения | Численность населения | Численность населения | Численность населения | Численность населения | Численность населения | Численность населения | Численность населения | Численность населения | Численность населения | Численность населения |
| 1858                  | 1869                  | 1887                  | 1926                  | 1937                  | 1939                  | 1959                  | 1970                  | 1979                  | 1989                  | 2002                  | 2010                  |
| --------------------- | --------------------- | --------------------- | --------------------- | --------------------- | --------------------- | --------------------- | --------------------- | --------------------- | --------------------- | --------------------- | --------------------- |
| 577                   | 562                   | 734                   | 1107                  | н/д                   | н/д                   | н/д                   | н/д                   | н/д                   | н/д                   | 420                   | 446                   |

## География
Село Шайдуриха расположено к востоку от Уральских гор, возле левого берега реки Аяти, при впадении в неё реки Шайдурихи, вблизи Аятского озера. Село находится к северо-западу от Екатеринбурга, к юго-востоку от Нижнего Тагила и в 24 километрах к юго-востоку от районного центра — города Невьянска. Через Шайдуриху проходит автомобильная дорога Невьянск — Верхняя Пышма (с ответвлением на Реж). К Аятскому озеру от Шайдурихи ведёт двухкилометровый подъезд.
Соседние населённые пункты:
- село Кунара (по автодороге в направлении на Невьянск),
- деревня Пьянково (по автодороге в направлении на Верхнюю Пышму),
- село Аятское (по автодороге в направлении на Реж).

## История
Временем возникновения Шайдурихи считается конец XVII — начало XVIII вв. В переписной 1710 года упоминаются Новосёловы, переселившиеся в Шайдуриху, которых вероятно следует считать основателями деревни. В переписи Л. Поскочина (1680 год) Новосёловых нет, однако они есть в отдаточной в 1703 года. Вероятно, в Аятскую слободу пришли в самом конце XVII века бесфамильными, посему и получили такую распространённую фамилию новосельцев.
В XIX веке Шайдуриха входила в состав Аятской волости Екатеринбургского уезда. В 1855 году была заложена деревянная однопрестольная Николаевская церковь, которая была закрыта в 1930-е и теперь стоит полуразрушенной. После окончания Пермской духовной семинарии в селе преподавал П. П. Бажов. В 1869 году в селе имелись православная церковь, почтовая станция, училище. По данным подворной переписи 1887 года, население Шайдурихи составляло 734 человек (352 мужчины и 382 женщины), которые проживали в 150 дворах. Грамотными были только 30 мужчин и 3 женщины, учащихся — 22. В Шайдурихе имелось три промышленных заведения и четыре торговые лавки.
В советское время Шайдуриха была центром Шайдурихинского сельсовета.
12 июля 2023 года в Шайдурихе прошёл разрушительный пожар, уничтоживший более 40 строений из 170. При пожаре погиб 1 человек.

## Инфраструктура
В Шайдурихе есть сельский клуб, библиотека, детский сад, фельдшерско-акушерский пункт, отделение «Почты России» и два продуктовых магазина. Ранее в селе была школа, которую закрыли в 2010 году.
Добраться до села можно на автобусе из Невьянска.

### Предприятия
- ООО «Антон-А»
- ООО «Красный терем»
- КФХ Широких
- КХ Климовских